# Гэешти
Гэешти (рум. Găeşti) — город в Румынии, в жудеце Дымбовица.

## Персоналии
- Чокулеску, Шербан — румынский литературовед, историк литературы, критик, журналист, публицист, библиофил и редактор. Педагог, доктор наук, профессор румынской литературы Университетов Ясс и Бухареста. Член Румынской академии наук.